# 015B
I 015B (공일오비?) sono un gruppo musicale sudcoreano formatosi in Corea del Sud nel 1990.
Debuttarono nel 1990 e che e divennero uno dei gruppi più popolari del paese all'inizio degli anni '90. Il gruppo, composto dai fratelli Jeong Seok-won e Jang Ho-il, è noto per il loro "sistema di cantanti ospiti" e non hanno mai avuto una voce solista permanente. Il gruppo sperimenta molti generi musicali tra cui power ballad, electronica e Hip hop.

## Formazione
- Jeong Seok-won – voce, rap (1990-presente)
- Jang Ho-il  – voce, rap (1990-presente)

## Discografia

### Album in studio
- 1990 – 015B
- 1991 – Second Episode
- 1992 – The Third Wave
- 1993 – The Fourth Movement
- 1994 – Big 5
- 1996 – The Sixth Sense
- 2006 – Lucky 7
- 2019 – Yearbook 2018

### EP
- 2011 – 20th Century Boy

### Raccolte
- 1992 – Live
- 1994 – Strikes Back
- 1996 – The Best Collection
- 2006 – Final Fantasy
- 2018 – Anthology

## Riconoscimenti
- Golden Disc Award[6]
  - 1992 – Album Bonsang (Gran premio) per The Third Wave
  - 1993 – Album Bonsang (Gran premio) per The Fourth Movement